# Patient Zero
Patient Zero (bra Patient Zero, ou Patient Zero: A Origem do Vírus) é um filme americano-britânico de 2018, dos gêneros terror, suspense e ação, dirigido por Stefan Ruzowitzky.